# Артамонов, Анатолий Анатольевич
Анато́лий Анато́льевич Артамо́нов (род. 23 апреля 1958) — российский кинорежиссёр, сценарист и продюсер.

## Биография
- Магистр Изящных Искусств. Кинорежиссёр, сценарист. Колумбийский Университет, Нью-Йорк, США, 2000 г
- Международная Мастер-Школа Кино и Телевидения, Кинорежиссёр, сценарист. Рокпорт, Мэйн, США, 1993

## Фильмография

### Режиссёр
- 1999 — Хорошие и плохие
- 2003 — Неотложка
- 2006 — Формула зеро
- 2006 — Вызов
- 2010 — Девятый отдел
- 2012 — Шеф
- 2013 — Майор полиции
- 2013 — Суперопер капитан Брагин
- 2014 — Бык и Шпиндель
- 2015 — Взгляд из прошлого
- 2015 — Испанец
- 2016 — Тот, кто рядом
- 2016 — Дело судьи Карелиной

### Сценарист
- 2000 — Хорошие и плохие
- 2006 — Формула зеро

### Продюсер
- 2000 — Хорошие и плохие